# I Am That I Am
 (novembre 2023).
Si vous disposez d'ouvrages ou d'articles de référence ou si vous connaissez des sites web de qualité traitant du thème abordé ici, merci de compléter l'article en donnant les références utiles à sa vérifiabilité et en les liant à la section « Notes et références ».
Albums par
I am that I am est une compilation de Peter Tosh parue en 2001, mélangeant versions acoustiques et monologues du chanteur.

## Liste des chansons
1. I Am That I Am  (Tosh)  3:41
2. His Start in Music/Meeting Bob Marley and Bunny Wailer   3:04
3. Fire Fire  (Tosh)  3:07
4. Herb Smoking   2:15
5. Pick Myself Up  (Tosh)  2:18
6. Humiliations   1:07
7. Can't You See [instrumental]  (Tosh)  1:27
8. Stop That Train  (Tosh)  4:25
9. His Philosophy   1:27
10. Fools Die  (Tosh)  3:13
11. Reincarnation and Rasta Culture   1:50
12. Jah Guide  (Tosh)  3:48
13. Blacks in Chicago   :42
14. Can't You See  (Tosh)  3:01
15. Blacks' Abilities/Teaching Marley Music   1:32
16. Handsome Johnny   2:28
17. "Bumbaclot" Defined   1:22
18. Instrumental   1:17
19. Herb as Healing of the Nation   1:20
20. Don't Wanna Get Busted   2:25
21. Post - One Love Concert Beating   3:56
22. Legalize It  Tosh  4:04
23. His Future in Africa?/Plots on His Life   1:27
24. Get Up, Stand Up  (Marley, Tosh)  3:19
25. Police Beating While Writing Mark of the Beast   5:29